# DVB-T2
DVB-T2 je standard koji predstavlja drugu generaciju sustava digitalne zemaljske televizije te donosi povećanje kapaciteta u odnosu na DVB-T standard (maksimalni kapacitet u DVB-T sustavu iznosi 31.66 Mbit/s, a u DVB-T2 sustavu 50.34 Mbit/s).
Prva mreža DVB-T2 je napravljena u Velikoj Britaniji 2007. godine. Tijekom 2010. i 2011. godine su DVB-T2 odašiljači počeli s radom u Italiji, Švedskoj i Finskoj. 

## DVB-T2 u Hrvatskoj
Nakon završenog prelaska nacionalnih koncesionara na digitalno emitiranje u DVB-T tehnici u mrežama multipleksa MUX A, B i D, Odašiljači i veze su 11. listopada 2011. započeli eksperimentalno emitiranje u DVB-T2 tehnici. Prvo emitiranje je krenulo s odašiljača Sljeme i HRT dom (Prisavlje 3, Zagreb). Nakon raspisanog natječaja za digitalne multiplekse MUX C i E, HAKOM je dozvolu za upravljanje ovim multipleksima dodijelio Odašiljačima i vezama (OiV), te Hrvatskoj pošti (HP). Nakon eksperimentalnog odašiljanja, u studenom 2012. je pokrenuta pay TV platforma EVOtv kojom je u početku upravljala Hrvatska pošta, ali je uslugu 2019. godine prodala Hrvatskom Telekomu (HT). Prelazak na DVB-T2 započeo je 27. listopada 2020. u 0:00, te je završio 12. studenoga 2020. u 0:00. Sada se regionalni programi emitiraju u HD kvaliteti u h.265/HEVC sustavu kodiranja. U DVB-T2 tehniku spadaju mrežni multipleksi (MUX): 
- M1 (HTV 1 HD, HTV 2 HD, RTL HD, Nova TV HD, HTV 3 HD, HTV 4 HD, RTL 2 HD, Doma TV HD)
- M2 (RTL Kockica HD, CMC HD, SPTV HD, ostali regionalni programi)
- L1 (programi iz digitalnih regija d44-45-46, d72 i L-Za).[6]

## Tehničke karakteristike
DVB-T2 koristi COFDM modulaciju kao i DVB-T, a s obzirom na broj nosioca (1k, 2k, 4k, 8k, 16k, 32k) koriste se modulacije (QPSK, 16 QAM, 64 QAM, 256 QAM). Za zaštitu od pogrešaka DVB-T2 koristi LDPC (Low Density Parity Check) i kodiranje BCH (Bose-Chaudhuri-Hocquengham). Za razliku od DVB-T, DVB-T2 koristi apsolutnu vremensku referencu za sinkronizaciju. Novost je i mogućnost rotacije konstalacije kako bi se postigla robusnost. Rotacija konstalacije ima efekta za korištenje uz QPSK, 16 QAM i 64 QAM. U DVB-T2 sustavu su uvedeni neki novi omjeri kodiranja i zaštitni intervali.
| Modulacija | Omjer koda | Bitrate Mbit/s | Frame length LF | FEC blocks per frame |
| ---------- | ---------- | -------------- | --------------- | -------------------- |
| QPSK       | 1/2        | 7.4442731      | 60              | 50                   |
| QPSK       | 3/5        | 8.9457325      | 60              | 50                   |
| QPSK       | 2/3        | 9.9541201      | 60              | 50                   |
| QPSK       | 3/4        | 11.197922      | 60              | 50                   |
| QPSK       | 4/5        | 11.948651      | 60              | 50                   |
| QPSK       | 5/6        | 12.456553      | 60              | 50                   |
| 16-QAM     | 1/2        | 15.037432      | 60              | 101                  |
| 16-QAM     | 3/5        | 18.07038       | 60              | 101                  |
| 16-QAM     | 2/3        | 20.107323      | 60              | 101                  |
| 16-QAM     | 3/4        | 22.619802      | 60              | 101                  |
| 16-QAM     | 4/5        | 24.136276      | 60              | 101                  |
| 16-QAM     | 5/6        | 25.162236      | 60              | 101                  |
| 64-QAM     | 1/2        | 22.481705      | 60              | 151                  |
| 64-QAM     | 3/5        | 27.016112      | 60              | 151                  |
| 64-QAM     | 2/3        | 30.061443      | 60              | 151                  |
| 64-QAM     | 3/4        | 33.817724      | 60              | 151                  |
| 64-QAM     | 4/5        | 36.084927      | 60              | 151                  |
| 64-QAM     | 5/6        | 37.618789      | 60              | 151                  |
| 256-QAM    | 1/2        | 30.074863      | 60              | 202                  |
| 256-QAM    | 3/5        | 36.140759      | 60              | 202                  |
| 256-QAM    | 2/3        | 40.214645      | 60              | 202                  |
| 256-QAM    | 3/4        | 45.239604      | 60              | 202                  |
| 256-QAM    | 4/5        | 48.272552      | 60              | 202                  |
| 256-QAM    | 5/6        | 50.324472      | 60              | 202                  |